# Starokatolická církev v Rakousku
Starokatolická církev v Rakousku je křesťanská církev hlásící se ke starokatolickému hnutí, jenž se v 19. století distancovalo od římskokatolické církve.

## Historie
Starokatolická církev v Rakousku vznikla v roce 1877. Dnes má církev 14 farností, 15 duchovních a v roce 2007 měla 11 500 členů. Biskupkou je v současnoti Maria Kubin. Jáhenské i kněžské svěcení je udělováno také ženám a církev se otevřeně staví k partnerstvím stejného pohlaví. 